# Алехандро Бустос
Алехандро Бустос (ісп. Alejandro Bustos, 0 грудня 1997) — іспанський ватерполіст.
Чемпіон світу з водних видів спорту 2022 року.